# Etelburga
Święta Etelburga (ur. koniec VI w., zm. 647 r.) – druga żona króla Northumbrii Edwina. Była córką Ethelberta króla Kentu i merowińskiej księżniczki Berty, jak również siostrą Eadbalda. Małżeństwo Ethelburgi z Edwinem w 625 r. wpłynęło na przyjęcie chrześcijaństwa przez północną Anglię. Jak relacjonuje Beda, Eadbald zgodził się na oddanie siostry Edwinowi za małżonkę pod warunkiem, że będzie jej wolno nadal praktykować chrześcijaństwo. W związku z tym w Northumbrii towarzyszył jej osobisty kapelan, Paulinus. Edwin przyjął chrześcijaństwo dwa lata po ich ślubie i zbudował pierwszą katedrę w Yorku, gdzie przyjął chrzest. Ethelburga odegrała ważną rolę w chrystianizacji Northumbrii. Beda Czcigodny odnotował, że papież Bonifacy V słał listy i dary Edwinowi i jego żonie.
Ethelburga i Edwin mieli czworo dzieci: Eanfleda z Deiry, Ethelhuna, Wuscfrea oraz Edwena z Llanedwen.
Po powrocie do Kentu, Ethelburga otrzymała od brata Eadbalda zrujnowaną rzymską willę w Lyminge, gdzie założyła klasztor. Uważa się, że było to pierwsze opactwo w Kencie i że początkowo mnisi i mniszki żyli w nim we wspólnocie (Ethelburga z powodzeniem przewodziła członkom obu tych grup). Ethelburga zmarła w Lyminge, a jej relikwie były przechowywane w kolegiacie  w Canterbury do czasu rozwiązania klasztorów w Anglii przez Henryka VIII Tudora.
Święta Ethelburga została kanonizowana, jej wspomnienie przypada 5 kwietnia.